# کت بنیارد
کت بنیارد (انگلیسی: Kat Banyard؛متولد ۱۹۸۲) نویسنده و فمینیست اهل بریتانیا است. او در راستای مقابله با نابرابری جنسیتی فعال است. در سال ۲۰۱۰، کیرا کاکرین، در یادداشتی در روزنامه گاردین کت را "تاثیرگذارترین فمینیست جوان در بریتانیا" نامید.